# Bastardiopsis densiflora
Bastardiopsis densiflora är en malvaväxtart som först beskrevs av William Jackson Hooker och Arn., och fick sitt nu gällande namn av Hassler. Bastardiopsis densiflora ingår i släktet Bastardiopsis och familjen malvaväxter. Inga underarter finns listade i Catalogue of Life.